# 半旋齒下口鯰
半旋齒下口鯰，為輻鰭魚綱的鯰形目的甲鯰科的其中一種，為熱帶淡水魚，分布於南美洲亞馬遜河上游及奧里諾科河上游流域，體長可達23公分，棲息在底層水域，生活習性不明。

## 扩展阅读
維基物種上的相關：半旋齒下口鯰